# Болгаро-турецкая граница
Болгаро-турецкая граница (болг. Българо-турска граница, тур. Bulgaristan-Türkiye sınırı) — современная государственная граница между Республикой Болгария и Турецкой Республикой протяжённостью 259 км. Она была впервые установлена Сан-Стефанским мирным договором в 1878 году как внутренняя граница в пределах Османской империи между Адрианопольским вилайетом и автономной провинцией Восточная Румелия. Современная граница определена Константинопольским мирным договором (1913) и болгаро-османской конвенцией (1915). Граница была подтверждена Лозаннским мирным договором десять лет спустя, хотя Болгария не была участником последнего договора, поскольку ранее уступила Греции ту часть своей границы с Турцией, которая была изменена болгаро-османской конвенцией. Является внешней границей Европейского союза и Европейской экономической зоны.

## Пограничный барьер
В ответ на начало Европейского миграционного кризиса Болгария возвела пограничный барьер, чтобы остановить приток нелегальных мигрантов из Ближнего Востока и Северной Африки с территории Турции. По состоянию на июнь 2016 года было построено почти 146 из 166 километров запланированного ограждения.
Строительство пограничных сооружений началось в январе 2014 года со стороны Болгарии с возведения участка защитного забора длиной 30 км. Ограждение высотой 3,0 м укрепленно витками колючей проволоки бритвенного типа, покрывает наименее заметный участок границы между деревнями Лесово и Голям-Дервент.
Вооружённые силы Болгарии завершили строительство первого участка защитного барьера в июле 2014 года, потратив на это около 5 млн евро. Благодаря новому забору количество попыток незаконного пересечения границы в районе установки сократилось в семь раз. Посол Турции в Болгарии Сулейман Гёкче выразил недовольство пограничным барьером, добавив, что он вызывает недовольство и даёт повод «задуматься о политическом послании», которое посылает забор.
В начале 2015 года Правительство Болгарии объявило о расширении пограничного забора из колючей проволоки на 130 км, чтобы полностью обезопасить сухопутную границу. Премьер-министр Болгарии Бойко Борисов назвал расширение «полностью необходимым», чтобы предотвратить незаконное пересечение внешней границы Европейского союза. Народное собрание Болгарии решило продолжить строительство забора на границе с Турцией без проведения процедуры государственных закупок из-за необходимости обеспечения национальной безопасности. Этот участок забора полностью перекрывает границу Болгарии с Турцией. По состоянию на март 2016 года было построено почти 100 километров из 166 километров запланированного барьера. С августа 2022 года один сотрудник пограничной полиции Болгарии и два сотрудника полиции Болгарии были убиты мигрантами, пытавшимися незаконно пересечь границу.
В 2023 году началось строительство последнего участка пограничных сооружений общей длиной 110 км после получения финансирования в 600 млн. евро со стороны Европейской комиссии.

## Пропускные пункты
Вдоль всей границы расположены три пункта пропуска: два для автомобильного движения и один для автомобильного и железнодорожного. Самый загруженный из трёх, Капитан Андреево — Капыкуле, входит в число самых загруженных пограничных пунктов в мире.
| Пропускной пункт в Турции | Ил         | Пропускной пункт в Болгарии | Область    | Дата открытия        | Дорога в Турции                                | Дорога в Болгарии                               | Состояние |
| ------------------------- | ---------- | --------------------------- | ---------- | -------------------- | ---------------------------------------------- | ----------------------------------------------- | --------- |
| Капыкуле                  | Эдирне     | Капитан-Андреево            | Хасковская | 4 сентября 1953 года | D.100 Железная дорога Пехливанкёй — Свиленград | A4 I-8 Железная дорога Пехливанкёй — Свиленград | Открыт    |
| Хамзабейли                | Эдирне     | Лесово                      | Ямболская  | 22 ноября 2004 года  | D. 535                                         | I-7                                             | Открыт    |
| Дерекёй                   | Кыркларели | Малко-Тырново               | Бургасская | 18 июля 1969 года    | D. 555                                         | I-9                                             | Открыт    |

## Галерея
- КПП «Малко-Тырново — Дерекёй» со стороны Турции
- КПП «Лесово — Хамзабейли» со стороны Болгарии
- Вид на КПП «Капитан Андреево — Капыкуле» со стороны Болгарии